# Cung điện Blenheim
Cung điện Blenheim (phát âm /ˈblɛnɪm/, phiên âm: "BLEN-im") là một nhà ở nông thôn nằm tại Woodstock, hạt Oxfordshire, Anh. Đây là chỗ cư ngụ của Công tước xứ Marlborough và là tòa nhà nông thôn duy nhất ở Anh không thuộc hoàng gia, hay giám mục nào nhận được danh hiệu "Cung điện". Cung điện là một trong những ngôi nhà lớn nhất của Anh được xây dựng từ năm 1705 đến năm 1722 và đã được UNESCO công nhận Di sản thế giới vào năm 1987.
Cung điện được đặt tên theo trận Blenheim năm 1704, và do đó cuối cùng là nó được đặt theo tên của Blindheim (còn được gọi là Blenheim) ở Bayern, nơi diễn ra trận chiến. Ban đầu nó được dự định là phần thưởng cho John Churchill, Công tước Marlborough thứ nhất vì chiến thắng quân sự của ông trước người Pháp và Tuyển hầu quốc Bayern trong Chiến tranh Kế vị Tây Ban Nha, đỉnh cao là trận Blenheim. Khu đất được tặng như một món quà và việc xây dựng bắt đầu vào năm 1705, cùng với sự hỗ trợ tài chính từ Nữ vương Anne I. Nhưng quan hệ sóng gió giữa vợ ông với Nữ hoàng, khiến bà này bị đuổi khỏi cung đình, một lần nữa khiến sự nghiệp của ông vào chỗ suy vong, với việc nữ hoàng hủy bỏ hỗ trợ tài chính. Bị Anne thất sủng và mắc kẹt giữa các đảng Tory và Whig, Marlborough bị cách chức và bị buộc phải tự lưu đày đến Lục địa châu Âu, mất quyền lực tại công quốc của mình và tổn hại đến danh tiếng của kiến trúc sư Sir John Vanbrugh.
Cung điện được thiết kế theo phong cách Baroque Anh hiếm, sự đánh giá về kiến trúc của cung điện ngày nay vẫn được phân chia như những năm 1720. Nó là công trình duy nhất sử dụng kết hợp như một dinh thự gia đình, lăng mộ và đài tưởng niệm quốc gia. Cung điện được chú ý khi là nơi sinh và nhà tổ của Thủ tướng Anh Winston Churchill.
Sau khi hoàn thành cung điện, nó trở thành nhà của gia đình Churchill (sau này là Spencer-Churchill) trong 300 năm tiếp theo, và các thành viên khác nhau của gia đình đã thay đổi nội thất, công viên và khu vườn. Vào cuối thế kỷ 19, cung điện đã được cứu thoát khỏi đống đổ nát nhờ số tiền thu được từ cuộc hôn nhân của Charles Spencer-Churchill, Công tước Marlborough thứ 9 với Consuelo Vanderbilt, người thừa kế của gia tộc Vanderbilt nổi tiếng trong vận tải biển và đường sắt.

## Gia đình Churchill

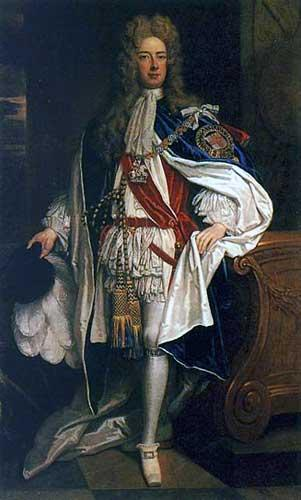
John Churchill, Công tước Marlborough thứ nhất

John Churchill sinh ra ở Devon. Mặc dù gia đình ông ta có quan hệ quý tộc, nhưng chỉ là giới quý tộc cấp thấp. Năm 1678, Churchill làm hôn thú với Sarah Jennings, và vào tháng 4 năm đó, vua Charles II đã gởi ông tới The Hague để thương lượng một thỏa hiệp hầu có thể đóng quân Anh tại Flanders. Nhưng dự định này sớm thất bại. Vào tháng 5 năm đó, Churchill được bổ nhiệm làm Chuẩn tướng bộ binh, nhưng cuộc chiến tranh ở lục địa Âu châu có thể xảy ra đã bị ngăn chận khi các đảng phái Hà Lan quyết định hòa đàm với Pháp, dẫn tới Hiệp ước Nijmegen.
Khi Churchill trở lại Anh vào cuối năm 1678 ông phải đi theo Công tước York James, người mà vì cái gọi là Âm mưu Giáo hoàng nhằm loại trừ Công tước York theo Công giáo ra khỏi dòng kế vị ngôi vua, phải đi lưu đày trong gần 3 năm. Chỉ tới năm 1682, khi Charles đánh bại đảng Whig thì Công tước York mới được quay lại London. Trong thời kỳ này Churchill đảm nhận một số nhiệm vụ ngoại giao, trong đó có chuyến đi tới Paris để xin viện trợ cho Charles II, đảm bảo tài chính cho nhà vua đương đầu với Nghị viện. Những phục vụ này được tưởng thưởng với tước hiệu quý tộc: ngày 21 tháng 12 năm 1682 ông trở thành Lãnh chúa của Eyemouth ở Scotland và 1 năm sau đó được bổ nhiệm làm đại tá trong Trung đoàn Long kỵ binh Ngự lâm quân.

## Tình trạng hiện tại
Cung điện Blenheim vẫn là nhà của Công tước Marlborough, người đương nhiệm hiện tại là Công tước thứ 12 của Marlborough, Jamie Spencer-Churchill. Ông kế vị danh hiệu Công tước sau cái chết của cha mình (Marlborough thứ 11) vào ngày 16 tháng 10 năm 2014.
Cung điện, khu vườn và trang viên mở cửa cho công chúng tham quan, với khoảng 24,9 Bảng Anh. Xếp sau Cung điện Buckingham và Lâu đài Windsor, Blenheim thu hút khoảng 500.000 du khách mỗi năm.